# میشل اسمیت (بازیکن سافتبال)
میشل اسمیت (انگلیسی: Michele Smith؛ زادهٔ ۲۱ ژوئن ۱۹۶۷) بازیکن سافتبال اهل ایالات متحده آمریکا است.